# Ален I Великий
Ален I Великий (*Alan I, д/н —907) — король Бретані у 888—907 роках.

## Життєпис
Другий син Рідореда, графа Ванна. Про дату народження нічого невідомо. У 876 році після смерті старшого брата Паскветена, що боровся за владу над усією Бретанню, Ален стає новим графом Вана й володарем південної частини Бретані.
Він продовжив справу попередника щодо об'єднання Бретані — виступивши про Юдикаеля, графа Ренна, що володів північною Бретанню. Найзапеклішою була битва на річці Блаве, яка не виявила переможця.
З огляду на загрозу перед вторгненням норманів Ален уклав союз з Юдикаелем. Після цього вони розпочали війну проти загарбників. У вирішальній битві при Кесемберті бретонське військо здобуло переконливу перемогу, але в ній загинув Юдикаель. Тому Ален зумів мирним шляхом поєднати усі частини Бретані, коронувавши єдиного володаря. Також став графом Нанта, Ренна, Кутанса, Авранша та сеньйорії Рец. Його владу було визнано імператором Карлом Товстим. З останнім було укладено союз проти норманів.
Втім боротьба з норманами тривала. У 890 році у Сен-Ло військо Алена I завдало нової поразки норманам, яких багато загинуло. Водночас використовував послаблення Західно-Франкського королівства за Одо I і Карла III Простокуватого.
З цього моменту починається спокійне володарювання Алена I, що сприяло економічному піднесенню королівства. Багато зробив для зміцнення прикордонних міст та фортець, особливо Нанта.
Помер у 907 році у фортеці Р'є. Після нього владу захопив Гурмаелон, граф Корнуай.

## Родина
Дружина — Орегуена, донька Гурвана, володаря північної Бретані
Діти:
- Паскветен (д/н—903)
- Деррін (д/н—після 903)
- Гуерек (д/н)
- Будік (д/н—після 903)
- Рудальт (д/н—913), граф Ванна у 907—913 роках
- донька (ім'я невідоме), дружина Матедоя I, графа Поера
- донька (ім'я невідоме), дружина Тангуї, графа Ванна